# Jakub Sylvestr
«  Sylvestr » redirige ici. Ne pas confondre avec Sylvester ni Sylvestre.
Jakub Sylvestr est un footballeur international slovaque, né le 2 février 1989 à Banská Bystrica. Il évolue au poste d'attaquant.

## Palmarès
- Slovan Bratislava
  - Champion de Slovaquie en 2009 et 2011.
  - Vainqueur de la Coupe de Slovaquie en 2010.
  - Vainqueur de la Supercoupe de Slovaquie en 2009.

- Dinamo Zagreb
  - Champion de Croatie en 2011 et 2012.
  - Vainqueur de la Coupe de Croatie en 2011 et 2012.

- Bnei Yehoudah
  - Vainqueur de la Coupe d'Israël en 2019

## Statistiques
| Saison    | Club                      | Pays         | Championnat         | Coupes nationales | Coupes d'Europe        | Slovaquie |
| --------- | ------------------------- | ------------ | ------------------- | ----------------- | ---------------------- | --------- |
| 2006-2007 | ŠK Slovan Bratislava      | Corgoň Liga  | 6 matchs            | ?                 | -                      | -         |
| 2007-2008 | ŠK Slovan Bratislava      | Corgoň Liga  | 31 matchs / 6 buts  | ?                 | ?                      | -         |
| 2008-2009 | ŠK Slovan Bratislava      | Corgoň Liga  | 13 matchs / 2 buts  | ?                 | -                      | -         |
| 2008-2009 | Artmedia Petržalka (prêt) | Corgoň Liga  | 14 matchs / 7 buts  | ?                 | -                      | -         |
| 2009-2010 | ŠK Slovan Bratislava      | Corgoň Liga  | 28 matchs / 4 buts  | ?                 | 6 matchs / 2 buts (C3) | -         |
| 2010-2011 | ŠK Slovan Bratislava      | Corgoň Liga  | 5 matchs / 1 but    | 1 match           | 4 matchs / 1 but (C1)  | -         |
| 2010-2011 | Dinamo Zagreb             | 1.HNL        | 21 matchs / 2 buts  | 2 matchs / 1 but  | -                      | 1 match   |
| 2011-2012 | Dinamo Zagreb             | 1.HNL        | 11 matchs           | 5 matchs / 1 but  | -                      | -         |
| 2012-2013 | FC Erzgebirge Aue         | 2.Bundesliga | 32 matchs / 8 buts  | 2 matchs / 2 buts | -                      | 1 match   |
| 2013-2014 | FC Erzgebirge Aue         | 2.Bundesliga | 34 matchs / 15 buts | -                 | -                      | 3 matchs  |
| 2014-2015 | FC Nuremberg              | 2.Bundesliga | 33 matchs / 9 buts  | 1 match           | -                      | 1 match   |
| 2015-2016 | FC Nuremberg              | 2.Bundesliga | 3 matchs            | 2 matchs          | -                      | -         |
| 2015-2016 | SC Paderborn 07 (prêt)    | 2.Bundesliga | 4 matchs            | -                 | -                      | -         |
| 2016-2017 | FC Nuremberg              | 2.Bundesliga | 6 matchs / 1 but    | 1 match           | -                      | -         |
| 2016-2017 | Aalborg BK                | SAS Ligaen   | 3 matchs / 4 buts   | 1 match           | -                      | -         |

Dernière mise à jour le 11/03/2017